# جزاوي (مكيراس)

تعديل مصدري - تعديل

جزاوي هي إحدى قرى عزلة مكيراس بمديرية مكيراس التابعة لمحافظة البيضاء، بلغ تعداد سكانها 40 نسمة حسب تعداد اليمن لعام 2004.